# Louis-Gaston Fleuriau d'Armenonville
Pour les articles homonymes, voir Fleuriau et Armenonville.
Louis-Gaston Fleuriau d'Armenonville est un ecclésiastique français né à Paris le 15 juin 1662 et mort le 9 juin 1733. Il occupe notamment les fonctions d'abbé commendataire, d'évêque d'Aire puis d'évêque d'Orléans.

## Biographie
Louis-Gaston Fleuriau d'Armenonville naît le 15 juin 1662 à Paris dans le royaume de France sous le règne du roi Louis XIV.
Il est le 4e fils de Charles Fleuriau (†1694), conseiller d'État du Roi, seigneur d'Armenonville près de Maintenon et de sa seconde épouse Jeanne Guillemin (†1684). Il est le frère cadet de Thomas Charles Fleuriau d'Armenonville (1651-1735), membre de la compagnie de Jésus, et de Joseph Fleuriau d'Armenonville.
Destiné à l'Église, il est chanoine de Chartres le 17 juin 1680, sous-diacre en décembre 1683, diacre en mars 1686 et ordonné prêtre le 20 septembre 1687. Il reçoit en commende l'abbaye de Moreilles et devient trésorier de la Sainte-Chapelle de Paris. Il résigne son canonicat le 11 octobre 1687.
Il est désigné comme évêque d'Aire le 29 mars 1698, confirmé le 24 novembre 1698 et consacré le 18 janvier 1699 dans la chapelle du séminaire Saint-Sulpice par Paul Godet des Marais, l'évêque de Chartres et il prend possession de son diocèse le 14 juin 1699. Il est choisi comme évêque d'Orléans le 14 août 1706, confirmé le 15 novembre 1706 et obtient en commende l'abbaye Saint-Jean-des-Prémontrés d'Amiens. Il participe à l'Assemblée du clergé de 1715. En 1723 il désigne comme coadjuteur son futur successeur Nicolas-Joseph de Pâris et meurt à l'âge de 70 ans à Orléans (Orléanais) où il est inhumé le 9 juin 1733.